# Gandfluga, Antarktis
Gandfluga är en kulle i Antarktis. Den ligger i Östantarktis. Norge gör anspråk på området. Toppen på Gandfluga är 2 362 meter över havet, eller 171 meter över den omgivande terrängen. Bredden vid basen är 1,3 km.
Terrängen runt Gandfluga är platt åt sydväst, men åt nordost är den kuperad. Trakten är obefolkad. Det finns inga samhällen i närheten.